# 中国共产党全国人民代表大会常务委员会党组
中国共产党全国人民代表大会常务委员会党组（简称中共全国人大常委会党组），由中国共产党中央委员会批准成立。设在全国人民代表大会常务委员会。

## 沿革
1949年11月9日，中共中央作出《关于在中央人民政府内组织中国共产党党委会的决定》、《关于在中央人民政府内建立中国共产党党组的决定》，指出中国共产党的领导是通过党的路线、方针、政策以及在政权机关任公职的党员发挥作用而实现，而不是由党直接执掌政权、管理国家。据此，中共中央决定在中央人民政府政务院设党组，中央人民政府最高人民法院及中央人民政府最高人民检察署成立联合党组；在中央人民政府委员会、中央人民政府人民革命军事委员会、中国人民政治协商会议全国委员会（简称“全国政协”）担任负责工作的党员中间不设党组，由中共中央政治局直接领导。当时，中共中央主席、中央人民政府主席、人民革命军事委员会主席毛泽东兼任中国人民政治协商会议全国委员会主席，直接领导全国政协的工作。1953年起，中共中央特别是毛泽东对政府工作的领导加强，要求“今后政府工作中的一切主要的和重要的方针、政策、计划和重大事项，均须事先请示中央，并经过中央讨论和决定或批准后，始终执行”，撤销了政务院总理周恩来任书记的中央人民政府党组干事会。
1954年，第一届全国人民代表大会第一次会议召开，大会通过的《中华人民共和国宪法》将全国人民代表大会确定为最高国家权力机关，闭会期间由全国人民代表大会常务委员会（简称“全国人大常委会”）行使全国人民代表大会的大部分权力。1955年4月，经中共中共批准，中共中央直属机关委员会更名为中共中央国家机关工作委员会。1956年1月，中国共产党全国人民代表大会常务委员会机关党组（简称“中共全国人大常委会机关党组”）成立，全国人大常委会副秘书长兼办公厅主任张苏任党组书记。1956年9月，中共八大通过的《中国共产党章程》规定，在国家机关和人民团体的领导机关中，凡是有担任负责工作的党员三人以上的，应当成立党组；党组必须在一切问题上服从相当的党的委员会的领导。但中共八大以后，由于党的一元化领导以及党委的权力集中日趋严重，在实践中未能坚持中共八大关于党组的规定。1957年下半年以后，在将近10年内，全国人大和全国人大常委会会议均没有按时召开，全国人大工作“徒有虚名，而无其实”。全国人大常委会机关的工作机构及人员不断减少，1957年前工作人员365人，1959年仅余100人。“文化大革命”爆发后，各级党组织纷纷瘫痪。1966年7月7月，第三届全国人大常委会第二十三次会议举行，这也是第三届人大常委会举行的最后一次会议。此后8年零6个月内，全国人大及其常委会未举行过任何会议。1969年4月中共九大、1973年8月中共十大通过的《中国共产党章程》都删除了有关党组的规定。1975年1月，第四届全国人民代表大会第一次会议召开，通过了《中华人民共和国宪法》，规定“全国人民代表大会是在中国共产党领导下的最高权力机关”。全国人大常委会开始恢复工作。
“文革”结束后，1977年中共十一大通过的《中国共产党章程》恢复了有关党组的规定，但仅规定：“在国家机关和人民团体中，应设立党组。中央一级国家机关和人民团体的党组成员由党中央指定。地方各级国家机关和人民团体的党组成员由相当的党委指定。”中共十一大后，中央和地方各级国家机关以及人民团体中普遍设立党组。1978年3月，第五届全国人民代表大会第一次会议选举产生了以叶剑英任委员长的第五届全国人大常委会。1978年5月，中共中央设立中国共产党全国人民代表大会常务委员会党组，叶剑英任党组书记，吴德任党组副书记。同时决定设置“中国共产党全国人民代表大会常务委员会办公厅党组”，因为第五届全国人大成立初期还未成立专门委员会，仅设民族委员会、法案委员会、预算委员会、代表资格审查委员会，工作人员最多的是办公厅，约有100人。同年12月，中共十一届三中全会举行，会议公报要求加强社会主义法制。1979年2月，第五届全国人大常委会第六次会议决定成立全国人民代表大会常务委员会法制委员会（1983年改为全国人民代表大会常务委员会法制工作委员会），这是历史上第一次设立协助全国人大常委会立法的工作机构。1979年9月，中共中央决定成立“中国共产党全国人民代表大会常务委员会法制委员会党组”（后改为中国共产党全国人民代表大会常务委员会法制工作委员会党组），以加强中共中央对当时全国人大常委会法制委员会修改宪法工作的领导。1982年9月中共十二大通过的《中国共产党章程》对党组作了很详细的表述。1982年制定的《中华人民共和国宪法》重申了中国共产党对国家政权的领导，并且规定“一切国家机关和武装力量、各政党和社会团体、各企事业组织都必须遵守宪法和法律。”中共十二大之后的第六届全国人民代表大会期间，中共中央继续在全国人大常委会分别设全国人大常委会机关党组、全国人大常委会法制工作委员会党组，分别由全国人大常委会秘书长、副秘书长和法制工作委员会主任、副主任组成，这两个党组分别直接向中共中央负责和请示报告重大问题。
1983年6月至1988年4月，第六届全国人大常委会未设立全国人大常委会党组。这和1980年代初中共中央开始实行“党政分开”有关。1987年，中共十三大将《中国共产党党章》第四十六条“在中央和地方国家机关、人民团体、经济组织、文化组织或其他非党组织的领导机关中成立党组”改成“在中央和地方各级人民代表大会、政治协商会议、人民团体和其他非党组织的经选举产生的领导机关中，可以成立党组。”但撤销了党组的中央和地方国家机关及其他组织中的不少工作难以开展，尤其是1989年六四事件后，党政分开的改革基本停止。1989年8月，中共中央发出《关于加强党的建设的通知》，由此在第七届全国人民代表大会后，恢复设立中国共产党全国人民代表大会常务委员会党组，由身为中共党员的全国人大常委会委员长、副委员长和秘书长组成，党组书记由委员长担任。全国人大常委会党组受中共中央领导，主要职责为：就常委会行使职权中的重大问题向中共中央请示报告；保证中共中央的决策的贯彻落实。此后，中共中央又恢复设立了中国共产党全国人民代表大会常务委员会机关党组，相应撤销了全国人大常委会办公厅党组和法制工作委员会党组。
1990年3月，中共中央总书记江泽民在参加全国人大、全国政协“两会”党员负责同志会议讲话中，对人大党组进行了全面论述。1992年中共十四大通过的《中国共产党党章》将党组规定为：“在中央和地方国家机关、人民团体、经济组织、文化组织和其他非党组织的领导机关中，可以成立党组。党组的任务，主要是负责实现的党的路线、方针、政策，讨论和决定本单位的重大问题，团结非党干部和群众，完成党和国家交给的任务；指导机关和直属单位党组织的工作。”1997年中共十五大通过的《中国共产党党章》延续了中共十四大党章有关党组的规定。从中共十二大到中共十三大，全国人大常委会委员长均由中共中央政治局委员担任，委员长未进入中共中央政治局常委会。中共十四大后，从第八届全国人民代表大会第一次会议后，全国人大常委会委员长开始由中共中央政治局常委担任。2002年中共十六大通过的《中国共产党党章》对党组提出新要求，增加了党组“发挥领导核心作用”的规定，以及“做好干部管理工作”的内容。此后中共十七大、中共十八大党章延续了该规定。全国人大常委会党组书记也一直由全国人大常委会委员长担任，党组成员由中共党员副委员长和秘书长担任。同时，全国人大常委会机关党组负责领导全国人大机关自身建设工作。
2016年12月12日第十二届全国人民代表大会常务委员会第八十四次委员长会议原则通过，2017年4月11日第十二届全国人民代表大会常务委员会第九十三次委员长会议修改的《全国人大常委会2017年工作要点》中称，已设立全国人大各专门委员会分党组，以便“加强专门委员会党的工作和党的建设”。

## 职责
就全国人大常委会行使职权中的重大问题向中共中央请示报告；保证中共中央的决策的贯彻落实。
中国共产党全国人民代表大会常务委员会党组负责领导中国共产党全国人民代表大会常务委员会机关党组，以及全国人大各专门委员会分党组。

## 历届组成人员
中国共产党全国人民代表大会常务委员会党组的书记、副书记、成员由中国共产党中央委员会决定。历届书记、副书记、成员是：

| 1978年5月至1981年4月： 书记 - 叶剑英（1978年5月—1981年4月） 副书记 - 聂荣臻（1978年5月—1980年9月） - 乌兰夫（1978年5月—1981年4月） - 吴德（1978年5月—1980年4月） - 韦国清（1978年5月—1981年4月） 成员 - 陈云（1978年5月—1981年4月） - 谭震林（1978年5月—1981年4月） - 李井泉（1978年5月—1981年4月） - 邓颖超（1978年5月—1981年4月） - 廖承志（1978年5月—1981年4月） - 姬鹏飞（1978年5月—1979年7月） 1981年4月至1983年6月： 书记 叶剑英（1981年4月—1983年6月） 副书记 - 彭真（1981年4月—1983年6月） - 邓颖超（1981年4月—1983年6月） - 韦国清（1981年4月—1983年6月） - 乌兰夫（1981年4月—1983年6月） - 彭冲（1981年4月—1983年6月） 成员 - 谭震林（1981年4月—1983年6月） - 李井泉（1981年4月—1983年6月） - 廖承志（1981年4月—1983年6月） - 习仲勋（1981年4月—1983年6月） - 杨尚昆（1981年4月—1983年6月） | 书记 - 万里（1988年4月—1993年4月） 成员 - 习仲勋（1988年4月—1993年4月） - 彭冲（1988年4月—1993年4月） - 叶飞（1988年4月—1993年4月） - 廖汉生（1988年4月—1993年4月） - 倪志福（1988年4月—1993年4月） - 陈慕华（1988年4月—1993年4月） - 王汉斌（1988年4月—1993年4月） - 曹志（1988年4月—1993年4月） 书记 - 乔石（1993年4月—1998年） 副书记 - 田纪云（1993年4月—1998年） - 王汉斌（1993年4月—1998年） 成员 - 倪志福（1993年4月—1998年） - 陈慕华（1993年4月—1998年） - 秦基伟（1993年4月—1998年） - 李锡铭（1993年4月—1998年） - 王丙（1993年4月—1998年） - 曹志（1993年4月—1998年） |

| 书记 - 李鹏（1998年—2003年） 副书记 - 田纪云（1998年—2003年） 成员 - 谢非（1998年—1999年10月27日逝世） - 姜春云（1998年—2003年） - 邹家华（1998年—2003年） - 彭佩云（1998年—2003年） - 曹志（1998年—2003年） - 何椿霖（1998年—2003年） | 书记 - 吴邦国（2003年—2008年） 副书记 - 王兆国（2003年—2008年） 成员 - 李铁映（2003年—2008年） - 司马义·艾买提（2003年—2008年） - 顾秀莲（2003年—2008年） - 热地（2003年—2008年） - 盛华仁（2003年—2008年） - 路甬祥（2003年—2008年） - 乌云其木格（2003年—2008年） |

| 书记 - 吴邦国（2008年—2013年） 副书记 - 王兆国（2008年—2013年） 成员 - 路甬祥（2008年—2013年） - 乌云其木格（2008年—2013年） - 华建敏（2008年—2013年） - 陈至立（2008年—2013年） - 李建国（2008年—2013年） - 司马义·铁力瓦尔地（2008年—2013年） | 书记 - 张德江（2013年—2018年） 副书记 - 李建国（2013年—2018年） 成员 - 王胜俊（2013年—2018年） - 王晨（2013年—2018年） - 沈跃跃（2013年—2018年） - 吉炳轩（2013年—2018年） - 张平（2013年—2018年） - 向巴平措（2013年—2018年） - 艾力更·依明巴海（2013年—2018年） |

| 书记 - 栗战书（2018年—2023年） 副书记 - 王晨（2018年—2023年） 成员 - 曹建明（2018年—2023年） - 张春贤（2018年—2023年） - 沈跃跃（2018年—2023年） - 吉炳轩（2018年—2023年） - 艾力更·依明巴海（2018年—2023年） - 王东明（2018年—2023年） - 白玛赤林（2018年—2023年） - 杨振武（2018年—2023年） | 书记 - 赵乐际（2023年—） 副书记 - 李鸿忠（2023年—） 成员 - 王东明（2023年—） - 肖捷（2023年—） - 铁凝（2023年—） - 彭清华（2023年—） - 张庆伟（2023年—） - 洛桑江村（2023年—） - 雪克来提·扎克尔（2023年—） - 刘奇（2023年—） |